# Antoon Krings
Antoon Krings (Fourmies, 1962), de pare danès i mare francesa, és un escriptor i il·lustrador francès de llibres infantils.
Va estudiar arts gràfiques a l'ESAG (Escola Superior de les Arts Gràfiques). Més tard va dissenyar models d'estampació i va treballar per al dissenyador Emmanuel Ungaro durant quatre anys. El 1989, va publicar el seu primer llibre il·lustrat per nens. El 1993, Krings va il·lustrar Fennec le fluté, una sèrie d'històries de detectius per a nens per al qual va rebre una menció especial per al grafisme al Bologna Ragazzi Award, Bolonya de 1994). Més tard la van adaptar com a sèrie televisiva que va rebre l'International TV Programming Award al New York Worldmedal Festival de 1997)
És l'autor de llibres d'èxit des de la publicació de Bestioles curioses (en francès, Drôles de petites bêtes), la vida de petits insectes antropomòrfics, col·lecció publicada des de 1995 a l'editorial Gallimard Jeunesse.

## Obres on és l'autor i l'il·lustrador
- A l'eau ! Les mots (Gallimard jeunesse, 2003)
- Zaza au bain (Ecole des Loisirs, Col·lecció Lutin poche, 1998)
- Omar, prince de la lune et des étoiles filantes (Ecole des Loisirs, 1997)
- Rosie à la ferme (Ecole des Loisirs, Col·lecció Lutin poche, 1997)
- Le Petit Frère de Zaza (Ecole des Loisirs, 1996)
- Nina (Ecole des Loisirs, 1995)
- Le Diablotin (Ecole des Loisirs, 1994)
- Rosie au cirque (Ecole des Loisirs, 1993
- Jean-Loup (Ecole des Loisirs, 1992)
- Nickel (Ecole des Loisirs, 1992)
- Zaza au supermarché (Ecole des Loisirs, 1992)
- Amédée (Ecole des Loisirs, Col·lecció Lutin poche, 1991)

La sèrie de Norbert aperguda a l'"Ecole des Loisirs"
- Norbert fait du vélo (1990)
- Norbert aime les fraises (1993)
- La Piscine de Norbert (Col·lecció Lutin poche, 1993)
- Norbert dans la neige (1994)
- Le chat de Norbert (1996)
- Norbert fait un gâteau (Col·lecció Lutin poche, 1997)
- Norbert et le père Noël (1999)

En col·laboració amb Alexis Lecaye
- Fennec et le père Noel (Col·lecció pickpocket, 1995)
- Le tournevis mystérieux (Col·lecció pickpocket, 1993)
- La voiture de pompiers bleue (Col·lecció Folio benjamin, 1996)
- Gare à Gary le loup (Col·lecció Pickpocket, 1993)
- Georges-Gros-Dos a disparu (Col·lecció pickpocket, 1995)
- Kennef le chef de tout (Col·lecció pickpocket, 1995)
- Où est passée Priss la poupée? (Col·lecció pickpocket, 1995)

## Obres on és l'il·lustrador
- Le Pré sans fleurs, ni couleurs de Laurence Gillot (Bayard jeunesse, Col·lecció Belles Histoires, 2001)
- La sèrie dels Kiko, de Grégoire Solotareff editat a Gallimard jeunesse.
- Olaf et Marjorie de Charlotte Trench i de Grégoire Solotareff (L'ecole des Loisirs, 1991)